# Delphine Boesel
Delphine Boesel est une juriste française née en 1974 à Clamart.
Avocate au barreau de Paris depuis novembre 2000, elle préside la section française de l'Observatoire international des prisons (OIP) entre 2015 et 2022. 
Delphine Boesel se consacre au droit pénal et au droit pénitentiaire, avec un focus sur l'application des peines et leurs aménagements. Elle s'implique tout particulièrement auprès des détenus purgeant de longues peines.

## Biographie

### Jeunesse et études
Delphine Boesel naît en 1974 à Clamart dans les Hauts-de-Seine. Sa mère est laborantine à l'hôpital Antoine-Béclère et son père est informaticien.
Elle étudie le droit à Paris et s’engage à partir de 1995 auprès de l’association Genepi, qui œuvre pour le décloisonnement des institutions carcérales. Dans ce cadre, elle écrit et monte une pièce de théâtre avec des détenus du centre pénitentiaire de Fresnes. Elle y découvre le monde de la prison et le sentiment d’abandon ressenti par les détenus une fois leur peine prononcée. 
Delphine Boesel milite pour faire entrer le droit en prison et proposer une réflexion sur le sens de la peine. Elle lutte contre les placements abusifs en isolement ou encore les transferts incessants. Fervente admiratrice de Simone Veil et d'Albert Camus, son mentor est l’avocat Henri Leclerc, dont elle loue « son engagement », « sa modestie » et « sa bienveillance »,.

### Carrière d'avocate
Delphine Boesel prête serment le 12 janvier 2000 et devient avocate au Barreau de Paris. Elle défend notamment Daniel Merlini, l’un des membres de la Dream Team, équipe de braqueurs chevronnés des années 1990. Elle dénonce à son procès les conditions de détention « inhumaines ». Elle défend également de très « gros profils », multirécidivistes dont Christophe Khider, « roi de l'évasion » dont la mère, Claude Charles-Catherine, milite contre la durée des peines auxquelles son fils est condamné,. Pour elle, « Ce qu'il y a de meilleur dans l'avocat, c'est qu'il soit là quand il n'y a plus personne. »
En janvier 2024, elle est signataire de la tribune du Club de Mediapart, 300 avocats appellent au respect du droit international et à la justice au Proche-Orient. 

### Présidence de la section française de l’OIP
Delphine Boesel intègre le Conseil d’administration de la section française de l’Observatoire international des prisons (OIP) en 2013. Elle siège au bureau de l’association. Elle en devient présidente le 18 avril 2015, élue à l’issue de l’Assemblée générale. Elle succède à Antoine Lazarus, qui présidait l’association depuis 2012 et reste membre de son Conseil d’administration. 
Elle milite avec l'OIP pour le droit des détenus à posséder un téléphone portable. 

## Publication
- Annie Beziz-Ayache et Delphine Boesel, Droit de l'exécution de la sanction pénale, Lamy, coll. « Lamy Axe Droit », 2010 (ISBN 978-2-7212-1325-9)